# Interfoto
Interfoto (rusky ИнтерФото) je fotografický festival profesionální novinářské fotografie, který se koná v Moskvě.

## Historie
Festival byl založen dvěma Američany, fotografem Washingtonu Post a vítězem Pulitzerovy ceny Lucianem Perkinsem a fotografem na volné noze Billem Swerseym (později se k nim přidal Anthony Suau, fotograf z časopisu Time) a během několika let vytvořil vynikající pověst v ruské fotografické obci, v místní, regionální a mezinárodní komunitě fotografů, mezi foto editory, sběrateli a ve fotografickém průmyslu, jak ve výměně názorů, tak i ve vzdělávání a profesním růstu.
Interfoto je rusko-americká nezisková organizace, která byla založena na podporu rozvoje a mezinárodní propagaci ruské fotografie, a to prostřednictvím každoročního mezinárodního festivalu Interfoto pro profesionální fotografy v Moskvě a roční všech-ruské soutěže «PressFotoRossii» (Annual All-ruské soutěže o nejlepší foto).
Festival Interphoto navštívilo mnoho významných mezinárodních fotografů. V Moskvě se přednášek na festivalu zúčastnili: Josef Koudelka, Antonín Kratochvíl, William Klein, Anthony Suau, Douglas Kirkland, Michail Jevstafjev, Lauren Greenfield, Donna Ferrato, Martin Parr, Michael Nichols, Steve McCurry, Larry Towell, Pedro Meyer, Gerd Ludwig, Georgij Pinchasov, Micha Bar-Am, Letizia Bettaglia nebo Burt Glinn.
Festival Interphoto slouží jako důležité místo pro setkání ruských fotografů, ale také místem pro vzájemnou komunikaci mezi mezinárodní a ruskou novinářskou fotografií. Festival se stal největším festivalem v Rusku, pobaltských zemích i členů Společenství nezávislých států. 
Z významných fotografů ruských a ze zemí SNS na festival Interfoto přišli: Vladimir Sjomin, Ljalja Kuzněcovová, Vladimir Velengurin, Andrej Čežin, Vadim Gippenrejter.
Tématem festivalu Interphoto 2004 bylo téma sdílení a sociální prostor v Rusku, na Ukrajině, Střední Asii, Kavkazu, pobaltských zemích a východní Evropě.
V posledních deseti letech, kdy se festival konal, získal finanční prostředky od firem Canon, Nikon, Kodak, Fujifilm, Polaroid a dalších společností. Tato organizace také dostala dotace od Soros Foundation, British Council, od mnoha místních organizací a mediálních společností.

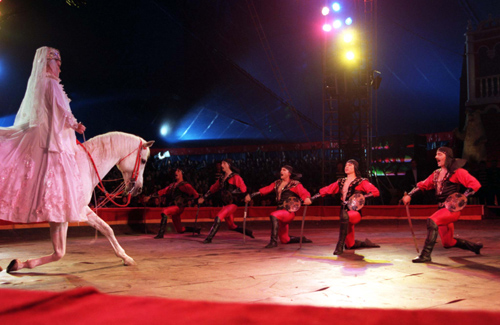
Michail Jevstafjev, Ruský cirkus